# Doosan Bears
Doosan Bears (Koreanisch: 두산 베어스) ist ein professioneller südkoreanischer Baseballverein aus Seoul und spielt in der KBO-League, der höchsten Baseball-Liga Südkoreas.

## Geschichte
Der Verein wurde in 1982 in Daejeon von der die südkoreanische Brauerei OB als „OB Bears“ gegründet. 1985 zog der Verein nach Seoul um und wurde 1999 schließlich in „Doosan Bears“ umbenannt. Bisher konnten die Doosan Bears sechs Mal den Titel in der KBO-League holen.

## Erfolge
1982, 1995, 2001, 2015, 2016 und 2019 konnten die Doosan Bears die Korean Series gewinnen.

## Spielstätte
Die Heimspiele der Doosan Bears werden im Baseballstadion Jamsil ausgetragen, welches im Seouler Stadtteil Jamsil liegt. Das Stadion teilen sie sich mit ihrem Rivalen, den LG Twins.

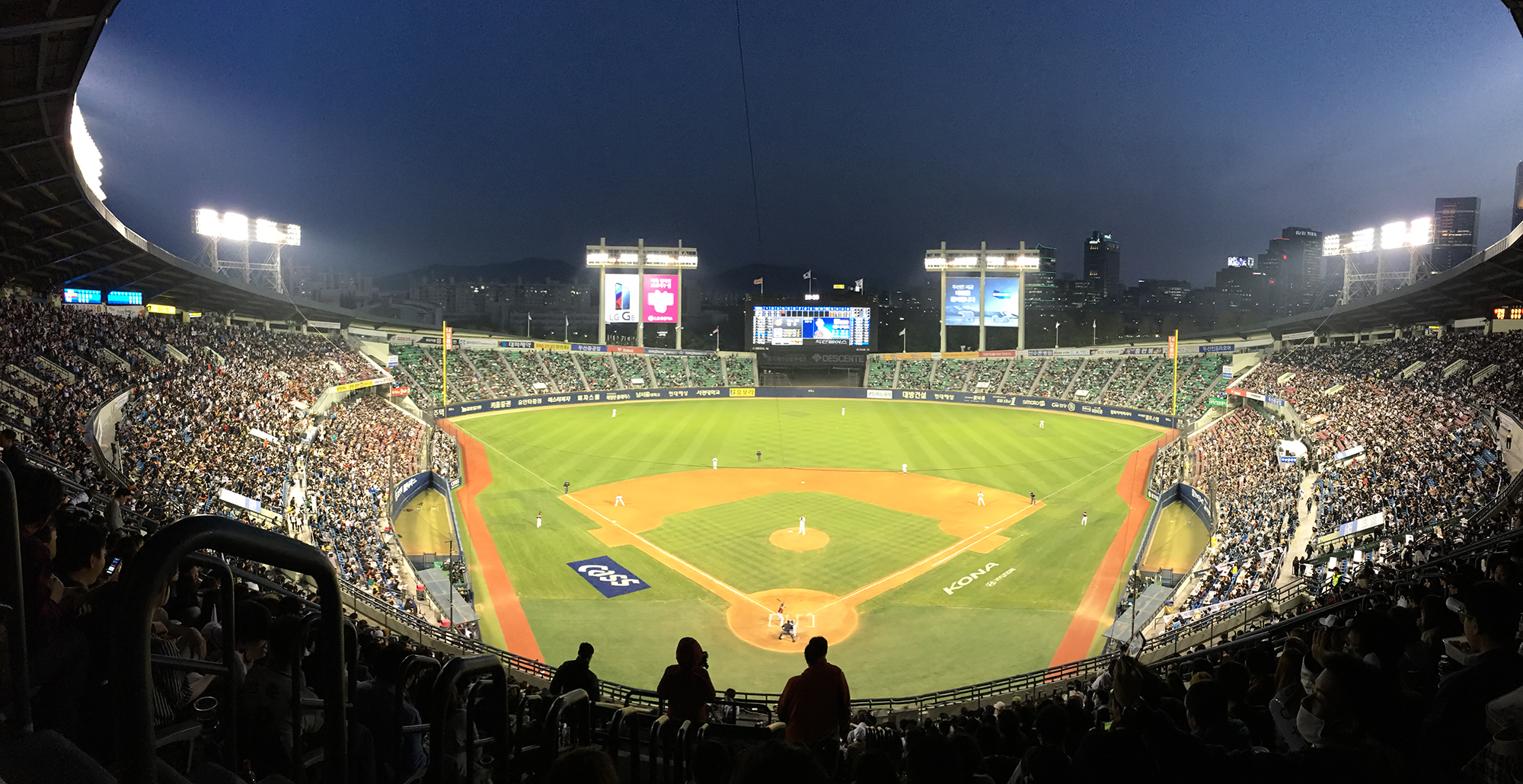
Das Jamsil-Baseball Stadion ist die Heimat der Doosan Bears.

## Bekannte Spieler
- Park Cheol-sun (1982–1997): Pitcher, dessen Nummer 21 seitdem nicht mehr vergeben wird.
- Kim Young Shin (1985–1986): Pitcher, der bei einem Autounfall starb und dessen Nummer 33 seitdem nicht mehr vergeben wird.[3]
- Oh Jae-won (2007 – heute): Infielder und Publikumsliebling